# Thiloa
Thiloa é um género botânico pertencente à família Combretaceae.

## Espécies
- Thiloa colombiana
- Thiloa glaucocarpa
- Thiloa gracilis
- Thiloa inundata
- Thiloa nitida
- Thiloa paraguaiensis
- Thiloa schultzei
- Thiloa stigmaria